# 松橋忠光
松橋 忠光（まつはし ただみつ、1924年11月30日 - 1998年12月11日）は、日本の警察官僚、著作家。
警察官としての最終階級は警視監。内村鑑三系無教会主義のクリスチャン。
民主警察幹部見習（警察庁キャリア組）第1期生。 2004年頃から社会問題となった警察不正経理問題を、その20年前の1984年に初めて告発した。松橋の告発は、国会で取り上げられるなど話題となったものの、当時の警察庁からは無視された。

## 人物
北海道出身。旧制小樽経済専門学校、海軍主計少尉（短期現役主計科士官）、山下汽船を経て、1947年に旧制東京商科大学（現一橋大学）を中退、1948年に警察幹部見習生採用試験に合格して警察大学校初任幹部科の第一期生となり、卒業後に警部補任官。
27歳で国家地方警察秋田県本部警務部長に就任。秋田赴任時は、早朝にもかかわらず秋田の各停車駅で、警察署長と妻の出迎を受けた。
防衛庁防衛局第一課部員、国家地方警察愛知県本部警備部警備第一課長等を経て、1958年警察庁警視、1960年警視正。1961年IACPの招待を受けてアメリカに留学、CIAで情報活動について研修を受ける。
1962年、福岡県警察本部警備部長。警備部長としての月給は6-7万円程であったが、そのほかに、正規の予算外に一般警察官のカラ出張や領収書の偽造により捻出された月50万円の部長経費を受けとっていた。その後、警察庁警備局理事官。
1967年内閣調査室第六部主管（警察庁警備局付）、1968年警視長、1975年警視監。内閣調査室から離任する際には200万円余を受け取った。
公金が幹部の私的な支出にあてられたり、公文書偽造が日常的に行われたりする慣行に罪悪感を抱いたが、違法性を指摘すると「協調性がない」と言われた。1975年不正行為に耐えられなくなり50歳で依願退職。クリスチャンであり、自身の罪を明らかにしようと教会の牧師に相談し、1984年に自身がかかわった警察の不正を書いた『わが罪はつねにわが前にあり』を出版。警察で幅広く二重帳簿が使われていることや、会計検査院や検察庁も強大な権力を握る警察の不正には切り込めない実態があると主張した。同書はベストセラーとなり、国会でもとりあげられるなど話題となった。しかし警察庁からは黙殺された。また共産党参議院議員の上田耕一郎が参議院予算委員会に松橋を参考人招致しようとしたところ、与党自由民主党の理事が反対し、実現しなかった。
1998年心筋梗塞のため横浜市の病院で死去。松橋の死後、2004年ころから組織的な警察不正経理問題の実態が次々と明らかになり、問題となった。

## 主な著作
- 『わが罪はつねにわが前にあり:期待される新警察庁長官への手紙』（オリジン出版センター、1984年6月）
- 『闘った幹部警察官の記録』（オリジン出版センター、1985年10月）
- 『ゾルゲとの約束を果たす』（大橋秀雄と共著）（オリジン出版センター、1988年1月）
- 『ある、とくべつな幹部警察官の戦後（岩波ブックレット No.343）』（書き手・小林道雄）（岩波書店、1994年4月）
- 『わが罪はつねにわが前にあり（現代教養文庫 1525） 』（社会思想社、1994年6月）